# Hälltjärnen (Los socken, Hälsingland)
Hälltjärnen är en sjö i Ljusdals kommun i Hälsingland och ingår i Ljusnans huvudavrinningsområde.